# Filtre general d'imatge tipus mn

Diagrama de forma de banda que mostra la resposta en freqüència d'un filtre d'imatge general. Els ω_{c} són les freqüències crítiques (la freqüència on comença el tall) i els ω_{∞} són els pols d'atenuació a les bandes de parada.

Filtre general d'imatge tipus mn: aquests circuits són filtres d'ona elèctrica dissenyats mitjançant el mètode d'imatge. Són un invent d'Otto Zobel a AT&T Corp. i una generalització del filtre de tipus m en què s'aplica una transformació que modifica la funció de transferència mentre manté la impedància de la imatge sense canvis. Per als filtres que només tenen una banda de parada, no hi ha cap distinció amb el filtre de tipus m. Tanmateix, per a un filtre que té múltiples bandes de parada, hi ha la possibilitat que la forma de la funció de transferència a cada banda de parada pugui ser diferent. Per exemple, pot ser que calgui filtrar una banda amb el tall més nítid possible, però en una altra per minimitzar la distorsió de fase alhora que s'aconsegueix una mica d'atenuació. Si la forma és idèntica a cada transició de banda de pas a banda de parada, el filtre serà el mateix que un filtre de tipus m (filtre de tipus k en el cas límit de m = 1). Si són diferents, correspon al cas general descrit aquí.
El filtre de tipus k actua com un prototip per produir els dissenys m n generals. Per a qualsevol forma de banda desitjada, hi ha dues classes de transformació mn que es poden aplicar, és a dir, les seccions derivades de la sèrie mitjana i la derivació mitjana; aquesta terminologia s'explica més detalladament a l'article del filtre derivat de m. Una altra característica dels filtres de tipus m que també s'aplica en el cas general és que una mitja secció tindrà la impedància d'imatge de tipus k original només en un costat. L'altre port presentarà una nova impedància d'imatge. Les dues transformacions tenen funcions de transferència equivalents però diferents impedàncies d'imatge i topologia de circuits.